# Citroën AX
Citroën AX — семейный субкомпактный автомобиль среднего класса, выпускавшийся французской компанией Citroen в 1986—1998 годах.

## История
Разработка автомобиля Citroёn AX началась в 1983 году. Серийно автомобиль производился со 2 октября 1986 года. Изначально создавались только трёхдверные хетчбэки с бензиновыми двигателями внутреннего сгорания серии TU OHC объёмом: 1, 1,1, 1,4 л.
В 1987 году начат выпуск 5-дверных хетчбэков, в 1988 году — серийный выпуск моделей с дизельными двигателями внутреннего сгорания объёмом 1,4 л, а с сентября 1984 года — 1,5 л. В августе 1987 года были произведены модификации для стран с левосторонним движением.
Бампера автомобиля сделаны из пластика в рамках проекта PSA Peugeot-Citroën / Renault / French government ECO 2000. В 1992 году произведён городской автомобиль one-box, внешне напоминающий Renault Twingo.
В 1989 году был произведён спортивный вариант Citroёn AX Sport, а также начат мелкосерийный выпуск полноприводных моделей Citroёn AX и электромобилей. В конце 1991 года автомобиль прошёл рестайлинг. В 1992 году создан вариант Citroёn AX GTi. Производство завершилось в 1994 году.

## Галерея

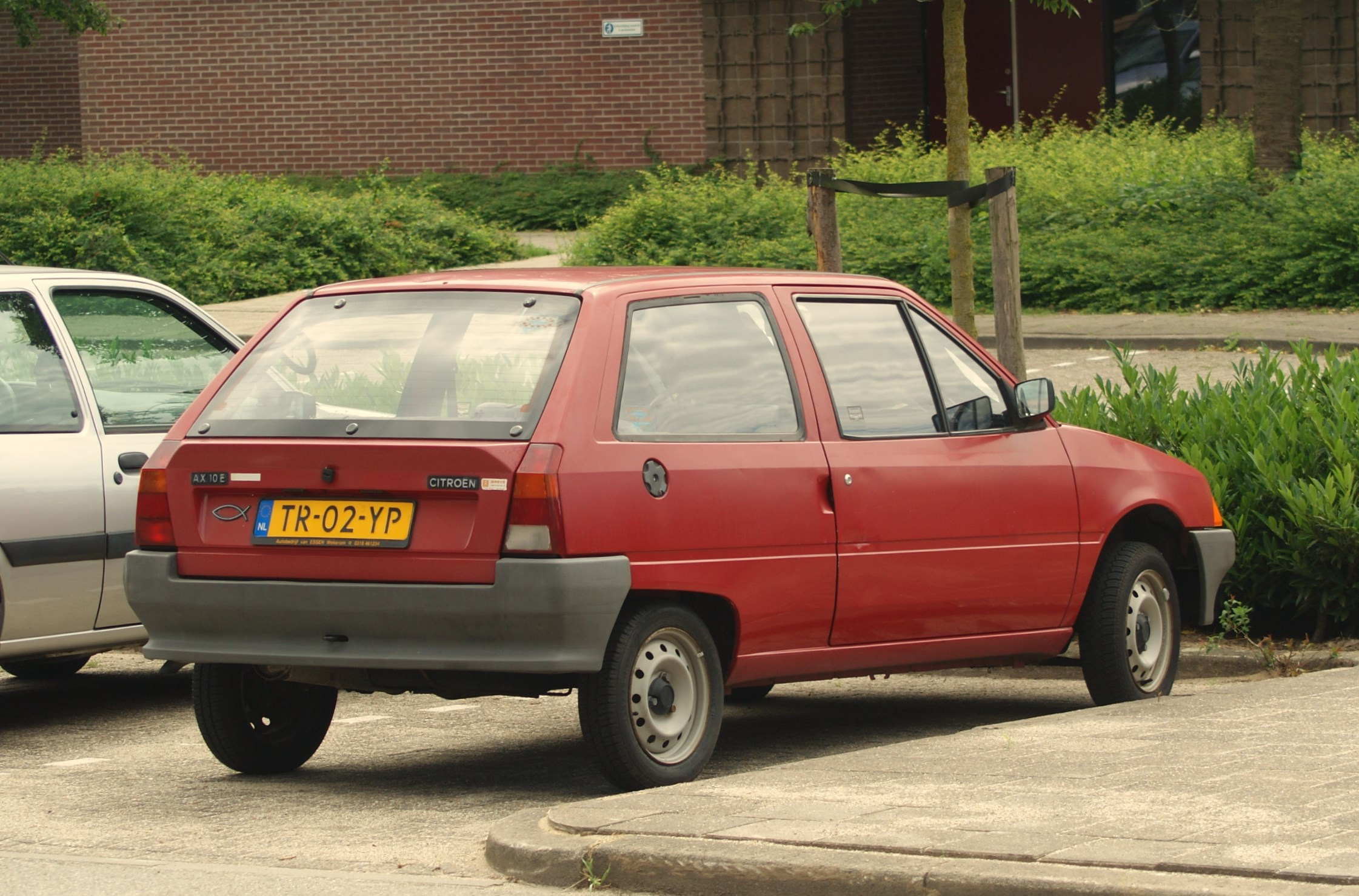
Citroën AX 10 E до фейслифтинга
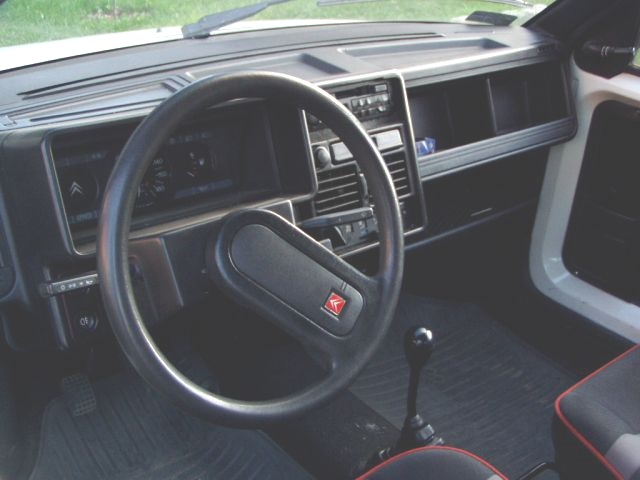
Место водителя ранних модификаций
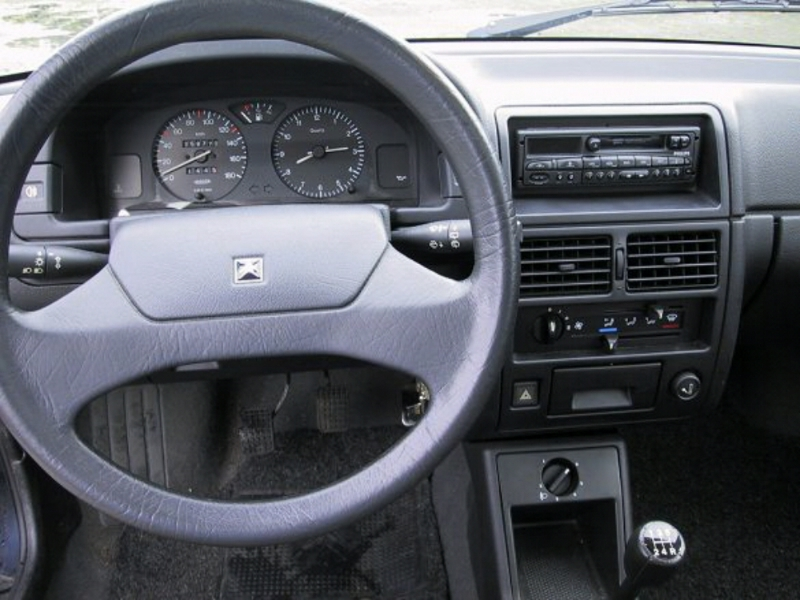
Место водителя поздних модификаций
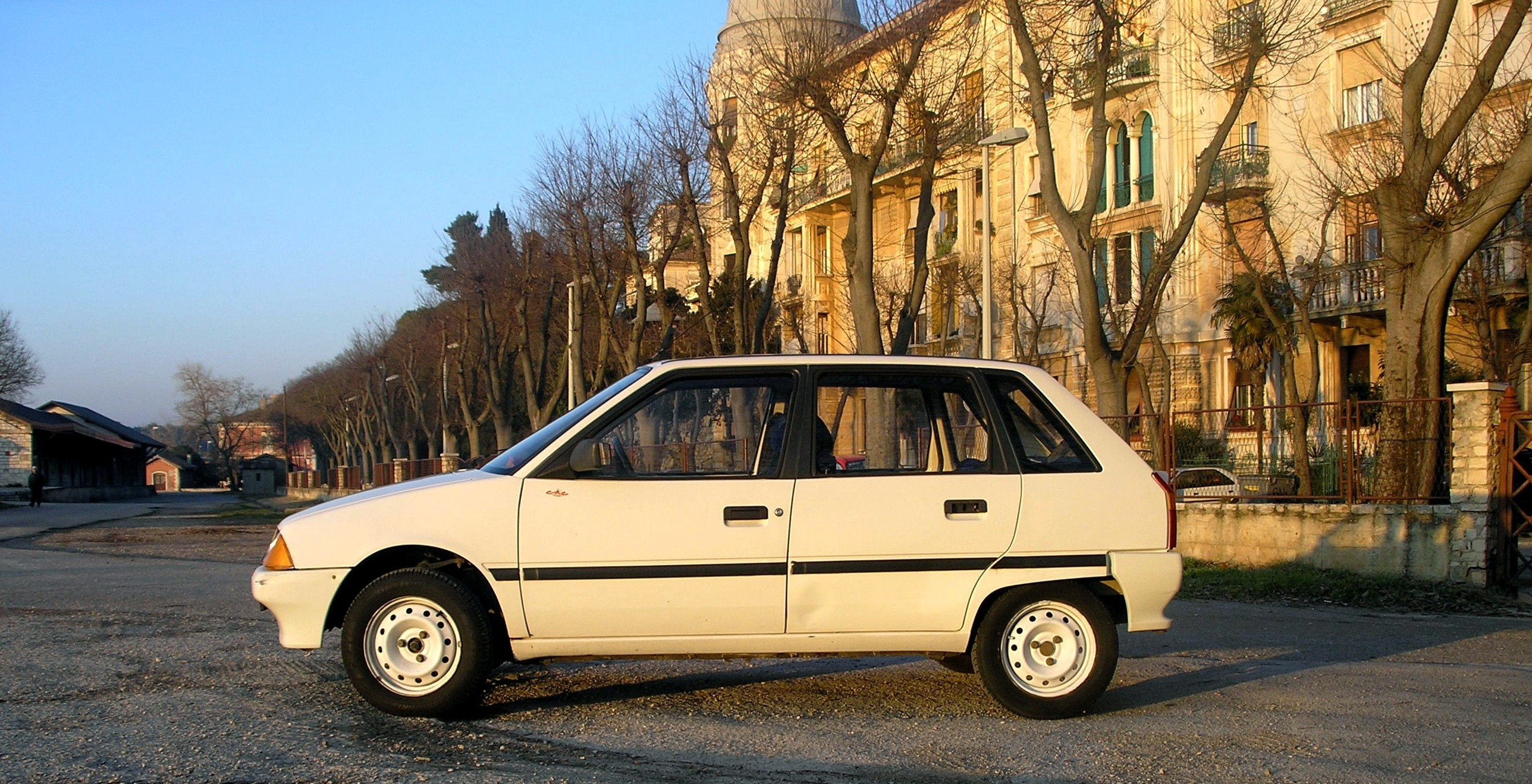
Версия пятидверного хетчбэка
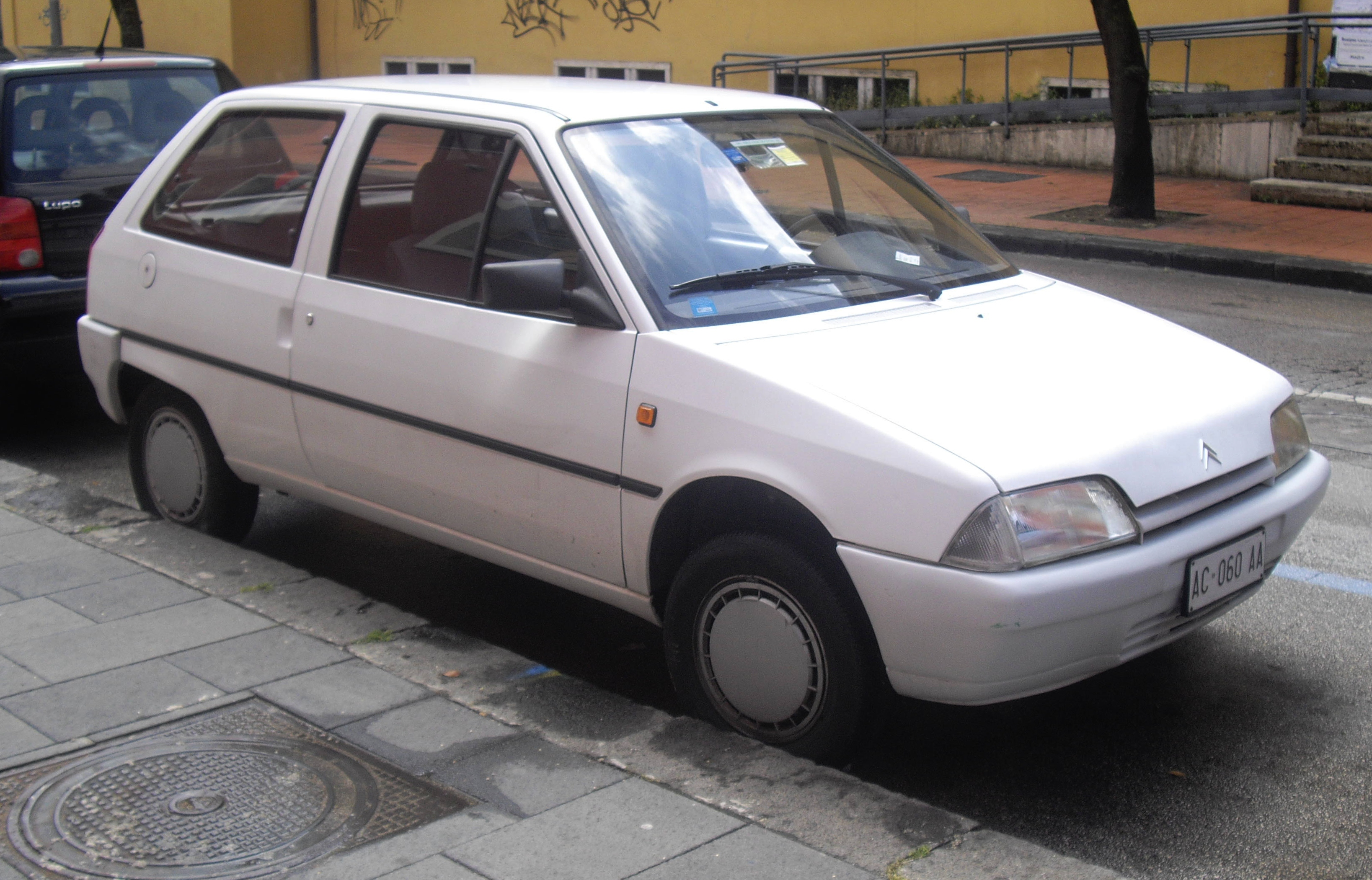
Фейслифтинг Citroën AX (вид спереди)
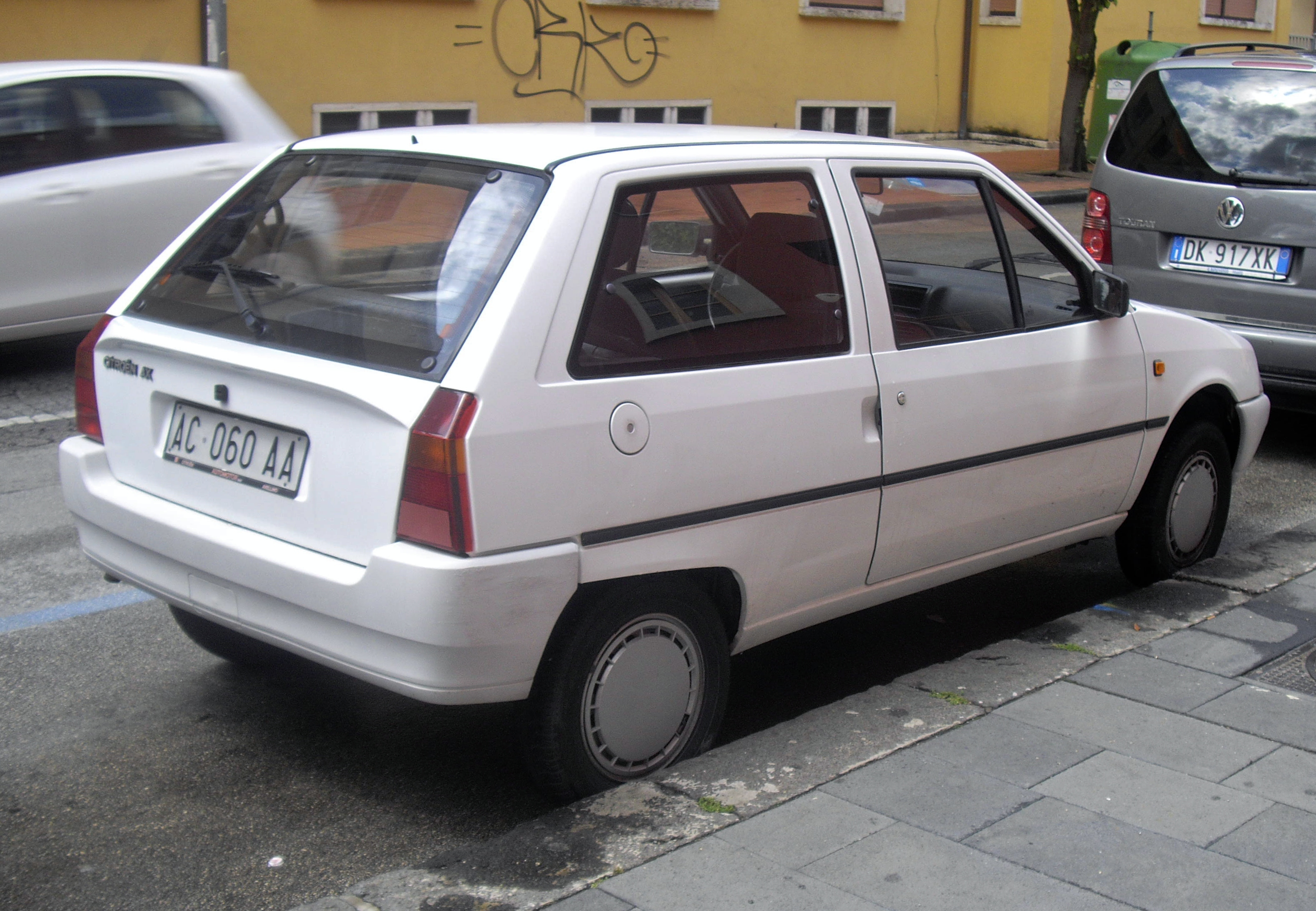
Фейслифтинг Citroën AX (вид сзади)
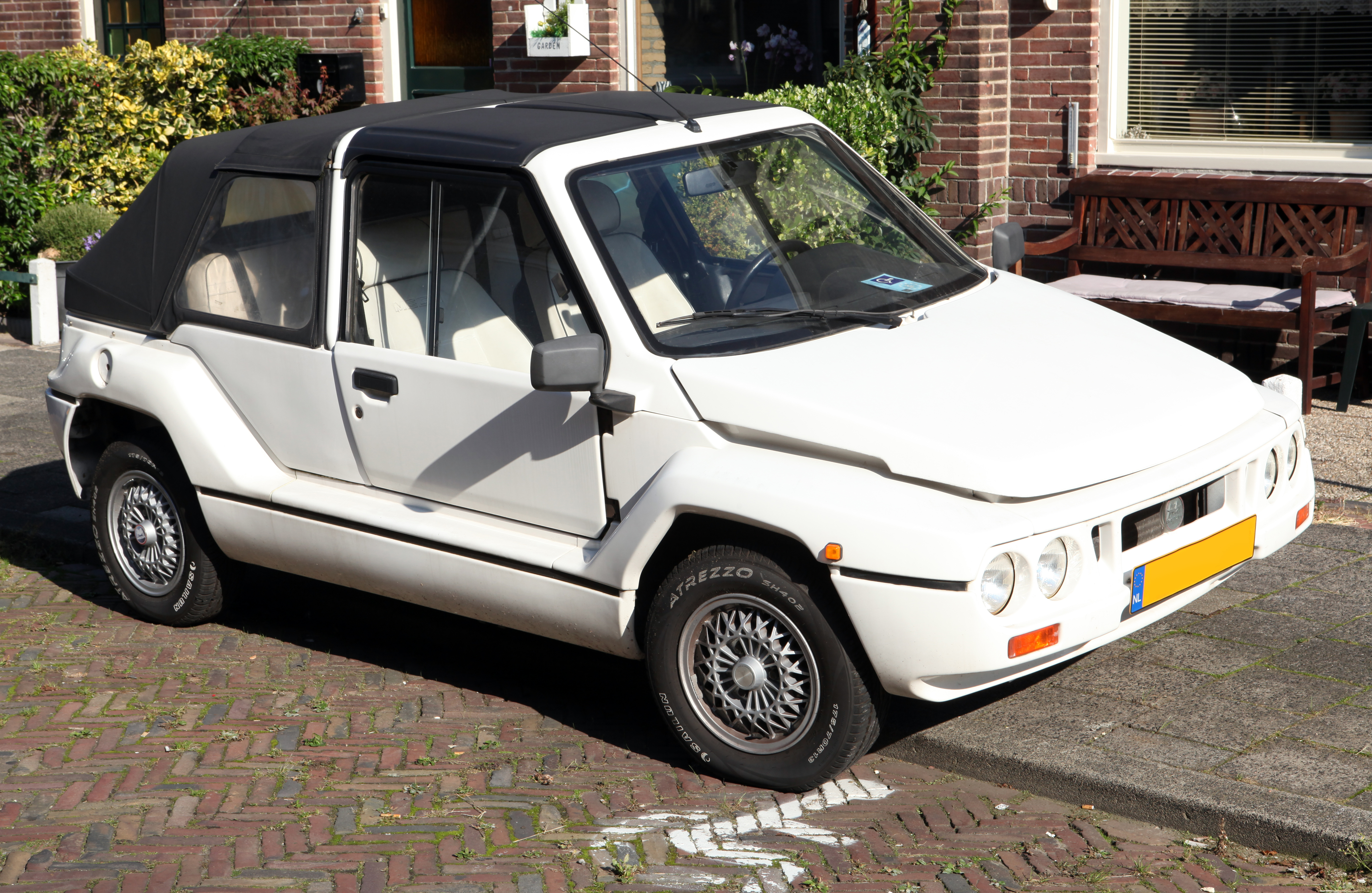
Кабриолет Mega Club
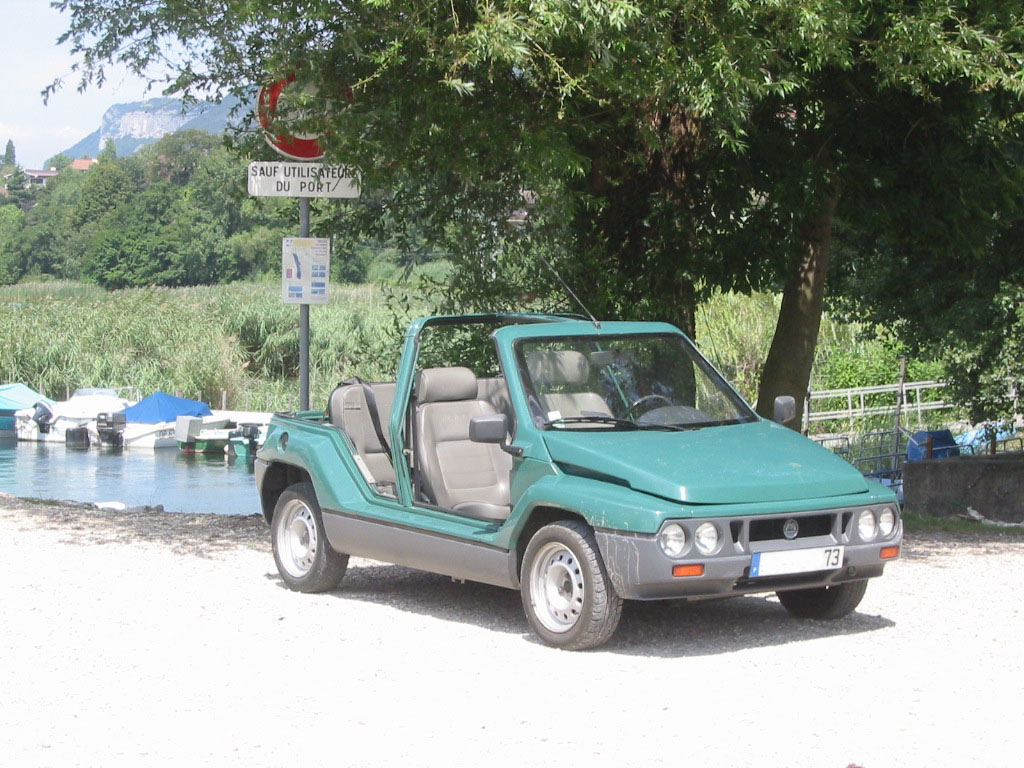
Кабриолет Mega Ranch

## Proton Tiara
Семейный субкомпактный автомобиль среднего класса, выпускавшийся малайзиской компанией Proton Edar Sdr Holding в 1996—2000 годах, лицензионный клон французской модели Citroën AX, снятой с производства в 1994 году. Вытеснен с конвейера моделью Proton Savvy.

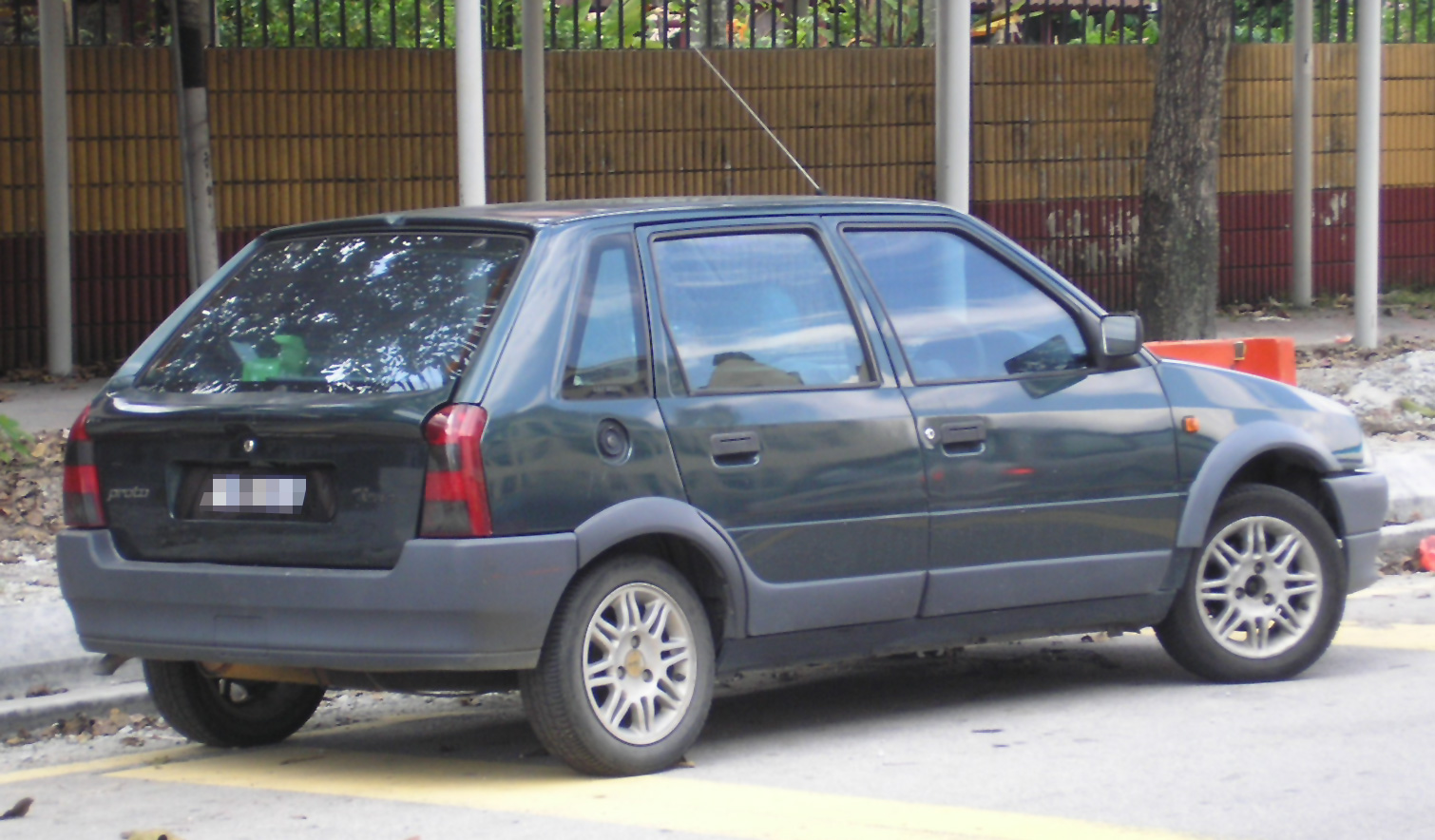
Proton Tiara

Разработка автомобиля Proton Tiara задумывалась в середине 1990-х годов директором завода Proton Edar Sdr Holding Яхая Ахмада. Вместо японской платформы Mitsubishi было принято решение использовать французскую Citroën при сотрудничестве с PSA для поставки дизельных двигателей внутреннего сгорания собственного производства.
Серийно автомобиль производился с апреля 1996 года. За его основу была взята французская модель Citroën AX. Для производства автомобиля Proton Tiara был открыт отдельный завод USPD (Usahasama Proton DRB Sdn. Bhd.).
После гибели директора завода Proton Edar Sdr Holding Яхая Ахмада в 1997 году в авиакатастрофе на вертолёте было принято решение вновь использовать японскую платформу Mitsubishi. Производство автомобиля Proton Tiara завершилось в 2000 году из-за низких рейтингов.
Автомобиль Proton Tiara оснащался дизельным двигателем внутреннего сгорания объёмом 1,1 литр. Внешне автомобиль напоминает Citroën AX GT.

## Модификации
| VDS  | Модель        | Производство                                    |
| ---- | ------------- | ----------------------------------------------- |
| ZAZA | AX 10 E       | 1986—1990                                       |
| ZAZA | AX Ten        | 1991 (модификация для Соединённого королевства) |
| ZAZA | AX 10 RE      | 1987—1989                                       |
| ZAZB | AX 10 RE      | 1987—1988                                       |
| ZALH | AX 10         | 1992 (модификация для Соединённого королевства) |
| ZAZB | AX 11 RE      | 1988—1990                                       |
| ZAZB | AX 11 TE      | 1990—1991                                       |
| ZAZB | AX 11 TGE     | 1990—1991                                       |
| ZAZB | AX 11 TRE     | 1987—1989                                       |
| ZAZB | AX 11 TRS     | 1990—1991                                       |
| ZAZA | AX 11         | 1992—1994                                       |
| ZAZP | AX 11         | 1994 (модификация для Соединённого королевства) |
| ZADA | AX 11         | 1994 (модификация для Соединённого королевства) |
| ZAZC | AX 11         | 1994 (модификация для Соединённого королевства) |
| ZAZC | AX 14 TRS     | 1987—1990                                       |
| ZAZC | AX 14 TZX     | 1991                                            |
| ZADD | AX 14         | 1992—1994                                       |
| ZAZD | AX 14         | 1992—1994                                       |
| ZAZD | AX GT         | 1988—1992                                       |
| ZADD | AX 14 GT      | 1992—1994                                       |
| ZAZW | AX GT         | 1994 (модификация для Соединённого королевства) |
| ZADN | AX GTi        | 1991—1992                                       |
| ZADM | AX GTi        | 1992 (модификация для Соединённого королевства) |
| ZALB | AX 4x4        | 1991—1992                                       |
| ZALF | AX 4x4        | 1992 (модификация для Соединённого королевства) |
| ZAZL | AX Sport      | 1987—1991                                       |
| ZAZA | AX K-Way      | 1988—1991                                       |
| ZAZA | AX Spot       | 1991                                            |
| ZAZB | AX Image      | 1991                                            |
| ZAZB | AX Thalassa   | 1991                                            |
| ZAZD | AX Volcane    | 1991                                            |
| ZAZT | AX 14 D       | 1990—1991                                       |
| ZAZT | AX 14 RD      | 1989—1990                                       |
| ZAZT | AX 14 TGD     | 1991—1992                                       |
| ZAZT | AX D          | 1992—1994                                       |
| ZADF | AX 14 D       | 1994 (модификация для Соединённого королевства) |
| ZAKH | AX 15 D       | 1994 (модификация для Соединённого королевства) |
| ZAZH | AX 10 E       | 1988—1989                                       |
| ZAZH | AX 10 RE      | 1988—1993                                       |
| ZAZH | AX Ten        | 1991—1993                                       |
| ZALJ | AX 10         | 1992 (модификация для Соединённого королевства) |
| ZAZJ | AX 11 TGE     | 1990—1991                                       |
| ZAZJ | AX 11 RE      | 1988—1989                                       |
| ZAZJ | AX 11 TE      | 1990—1991                                       |
| ZAZJ | AX 11 TRE     | 1988—1989                                       |
| ZAZJ | AX 11 TRS     | 1990—1991                                       |
| ZADB | AX 11         | 1992—1994                                       |
| ZAZ5 | AX 11         | 1994 (модификация для Соединённого королевства) |
| ZAZB | AX 11         | 1994 (модификация для Соединённого королевства) |
| ZAZK | AX 11         | 1994 (модификация для Соединённого королевства) |
| ZAZK | AX 14 TRS     | 1988—1990                                       |
| ZAZK | AX 14 TZS     | 1988—1989                                       |
| ZAZK | AX 14 TZX     | 1991—1991                                       |
| ZAZE | AX 14         | 1992—1994                                       |
| ZAZY | AX 14         | 1994 (модификация для Соединённого королевства) |
| ZAZX | AX 14         | 1994 (модификация для Соединённого королевства) |
| ZAZY | AX GT         | 1990—1992                                       |
| ZADE | AX GT         | 1992—1994                                       |
| ZAZY | AX 14         | 1994 (модификация для Соединённого королевства) |
| ZAZX | AX 14         | 1994 (модификация для Соединённого королевства) |
| ZAZY | AX GT         | 1990—1992                                       |
| ZADE | AX GT         | 1992—1994                                       |
| ZAZU | AX 4x4        | 1991—1992                                       |
| ZALG | AX 4x4        | 1992 (модификация для Соединённого королевства) |
| ZAZH | AX K Way      | 1988—1991                                       |
| ZAZJ | AX Image      | 1991                                            |
| ZAZJ | AX Thalassa   | 1991                                            |
| ZAZU | AX 14 D       | 1989—1991                                       |
| ZAZU | AX 14 RD      | 1989—1990                                       |
| ZAZU | AX 14 TRD     | 1989—1991                                       |
| ZAZU | AX 14 TGD     | 1991                                            |
| ZAZU | AX 14 D       | 1992—1994                                       |
| ZADG | AX 14 D       | 1994 (модификация для Соединённого королевства) |
| ZAKJ | AX 15 D       | 1994 (модификация для Соединённого королевства) |
| ZAZU | AX Image D    | 1991                                            |
| ZAZU | AX Thalassa D | 1991                                            |